# رائحة
الرائحة أو الأريج هي الخاصية التي تمتلكها بعض المركبات الكيميائية المتطايرة في الهواء على الأرجح بتركيز منخفض جداً، والتي يدركها الإنسان أو الحيوانات الأخرى بواسطة حاسة الشم.
من الممكن أن تكون الرائحة زكية كرائحة الورود أو العطور أو الفاكهة، وقد تكون رائحة كريهة كرائحة القمامة أو عوادم السيارات.
ومعظم الموادالتي تملك رائحة هي مركبات عضوية مثل الفينولات.